# Asociación Carlos Barbosa de Futsal
El Associação Carlos Barbosa (Asociación Carlos Barbosa) es un club de fútbol sala de la ciudad de Carlos Barbosa en el estado de Rio Grande do Sul, Brasil. Participa en la Liga Brasileira de Futsal desde 1997. Posee una fuerte rivalidad con el Associação Farroupilhense de Futsal del municipio vecino de Farroupilha.
Actualmente su uniforme es promocionado por la empresa brasileña Penalty.

## Historia
El fútbol sala era muy popular en Carlos Barbosa a finales de los 60 y principios de los 70 pero los habitantes estaban divididos en numerosos equipos pequeños. En 1976 los equipos Real y River, dos de los más fuertes y populares, decidieron unirse para ampliar sus horizontes y encararse a objetivos más ambiciosos. Escogieron el color naranja siguiendo la estela de la selección de fútbol de los Países Bajos que había entusiasmado al público en la Copa Mundial de Fútbol de 1974.
En 1996 consiguieron su primer título estatal y en 2001 su primer título a nivel nacional, la Taça Brasil de Futsal. Ese mismo año se alzaron campeones de la Liga Brasileira, la competición más importante del país, y de la Copa Intercontinental de 2001 en Rusia.
En 2002 ganó su primer Copa Libertadores de Futsal y su primera Supercopa de América, títulos que revalidó en 2003.
En 2004 se alzó campeón de la primera Copa Intercontinental oficiada por la FIFA disputada en Barcelona, España. Venció al campeón europeo Playas de Castellón FS de España por 6-3.

## Pabellón
El 17 de diciembre de 2000 se inauguró el Centro Municipal de Eventos con capacidad para 6500 personas. Antes jugaba en el Ginásio da Tramontina, con capacidad para 3.000 espectadores, y fue ahí dónde creció como equipo.

## Palmarés

### Torneos internacionales (9)
- Copa Intercontinental de Futsal (3): 2001, 2004 y 2012
- Copa Libertadores de fútbol sala (6): 2002, 2003, 2010, 2017, 2018, 2019 (Récord compartido)
- Subcampeón de la Copa Intercontinental de Futsal (4): 2011, 2013, 2016, 2018
- Subcampeón de la Copa Libertadores de Futsal (2): 2001, 2021

### Torneos nacionales (9)
- Liga de Brasil (5): 2001, 2004, 2006, 2009, 2015
- Taça Brasil de Clubes (3): 2001, 2009, 2016
- Super Liga Nacional (1): 2011
- Supercopa de Brasil (1): 2017

### Torneos estaduales (12)
- Campeonato Gaúcho Série Ouro (11): 1996, 1997, 1999, 2002, 2004, 2008, 2009, 2010, 2012, 2013, 2015
- Copa Ulbra/Torres: 2006

## Puesto en Liga
1997 - 3.º Lugar

1998 - 2.º Lugar

1999 - 10.º Lugar

2000 - 8.º Lugar

2001 - Campeón

2002 - 8.º Lugar

2003 - 2.º Lugar

2004 - Campeón

2005 - 9.º Lugar

2006 - Campeón

2007 - 5.º Lugar

2008 - 4.º Lugar

2009 - Campeón